# Теодора Стефанова
Теодора Стефанова е българска езотеристка, обявила се за ясновидка, приближена на италианския премиер Силвио Берлускони.

## Биография
Теодора Стефанова е родена на 18 юли в град Стара Загора, детството си прекарва при родителите на баща си в село Голям дол. На 5-годишна възраст при игра на народна топка ѝ хвърлят умряла котка, вследствие на което 3 години заеква.
През 1984 година, на 23-годишна възраст, претърпява тежка катастрофа и в продължение на 11 денонощия е в кома, тогава Ванга успокоила майка ѝ с думите: „Щерка ти ке оцелее и ке се прочуе като врачка.“. Дарбата си придобива след това.
През 1991 година заминава за Италия, като живее и работи в Милано. Среща се с Силвио Берлускони още преди да се занимава с политика.
до сега няма нито едно познато с нейните прорукувания и присъствието и тук е обида за останалите споменати истински ясновидци